# Sotoplax robertsi
Famille
Genre
Espèce
Sotoplax robertsi est une espèce de crabe, la seule du genre Sotoplax et de la famille des Sotoplacidae.

## Distribution
Cette espèce est endémique du golfe du Mexique.